# LG Optimus 3D
LG Optimus 3D — двухъядерный смартфон на базе ОС Android компании LG Electronics, оснащённый стереоскопическим дисплеем на базе параллаксного барьера. Это первый в мире смартфон, способный записывать 3D-фото и видео и воспроизводить их на встроенном 3D-экране без применения дополнительных стерео-очков или на внешнем 3D-телевизоре.
Компания LG представила смартфон Optimus 3D 14 февраля 2011 года на Mobile World Congress в Барселоне. В продажу Optimus 3D поступил в июле 2011 года в Великобритании, с августа 2011 года начались продажи в России.

## История
На момент выхода LG Optimus 3D работал на Android 2.2 Froyo, сейчас доступен апгрейд до Android 2.3.5 Gingerbread. Android 4.0 Ice Cream Sandwich будет доступен в 3 квартале 2012 года. В феврале 2012 года на MWC-2012 было представлено продолжение этой разработки — смартфон LG Optimus 3D MAX.

## Описание смартфона
LG Optimus 3D выполнен в виде моноблока с полностью стеклянной лицевой поверхностью, выполненной из стекла Gorilla Glass, пластиковыми боковыми гранями и пластиковой soft-touch задней панелью, с небольшой металлической вставкой. Четыре стандартных для Android-устройств кнопки на передней панели — сенсорные. Модуль стереоскопической камеры чуть выступает над поверхностью задней панели.
В LG Optimus 3D есть четыре механических клавиши:
- кнопка включения/разблокировки на верхнем торце корпуса
- сдвоенные клавиши регулировки громкости звука сверху на правом торце корпуса
- кнопка «3D» доступа к 3D-меню внизу правого торца корпуса

Камера не имеет собственной механической кнопки спуска и управляется с тачскрина, однако с помощью стороннего ПО камерой можно управлять механической кнопкой доступа к 3D-меню. Клавиша «3D» в штатном режиме работы позволяет переключаться между обычным и стереоскопическим режимом съёмки.
На верхнем торце смартфона находятся кнопка включения/разблокировки, 3,5-мм разъём для наушников/гарнитуры и один из двух микрофонов. На нижнем торце смартфона находятся второй микрофон и вырез для удобства открытия задней крышки. На правом торце находятся кнопки регулирования громкости и кнопка «3D». На левом торце смартфона под пластиковыми заглушками находятся разъёмы microUSB и mini-HDMI.
На фронтальной поверхности над экраном находятся фронтальная VGA-камера и первый динамик. На задней стороне смартфона находятся два объектива 3D-камеры, разнесённые на 24 мм, светодиодная вспышка между ними и второй динамик.
Слоты для SIM-карты и карты microSD установлены под крышкой в верхней части аппарата.

## Технические особенности
В смартфоне установлено 512 МБ оперативной памяти и 8 ГБ встроенной флеш-памяти, из которой пользователю доступно около 5,5 ГБ. Так же есть слот microSD, поддерживающий карты ёмкостью до 32 ГБ. Аппарат умеет работать только с системой FAT32, имеющей ограничение в 4 ГБ на один файл, что делает невозможным просмотр HD-фильмов при размере файла более 4 ГБ.
LG Optimus 3D оснащён 4,3-дюймовым жидкокристаллическим TFT IPS сенсорным ёмкостным экраном с разрешением 480 × 800 пикселей и возможностью отображения 16 млн цветов собственного производства. Отличительной особенностью IPS дисплеев LG является высокая яркость и широкий угол обзора. Такие дисплеи приобретает у LG компания Apple для установки на некоторые партии IPhone.
Дисплей имеет управляемую матрицу для создания параллаксного барьера. Наилучшая зона оптического восприятия 3D — 30-40 см от глаз до экрана. При съёмке фотографий и видеороликов — 0,5—4 м от камеры до предмета съёмки.
Смартфон LG Optimus 3D имеет micro-HDMI порт и сдвоенную 5-мегапиксельную камеру и способен записывать и воспроизводить полноценное (1080p) HD видео и стереоскопическое видео в разрешении 720p, а также воспроизводить их на внешних 3D-устройствах (телевизорах или мониторах).
Смартфон LG Optimus 3D выполнен на однокристальном устройстве (чипсете) TI OMAP4430 от Texas Instruments, который, в отличие от NVIDIA Tegra 2, на котором выполнен LG Optimus 2X, содержит в четыре раза больше видеодекодеров (300МГц сопроцессор PowerVR SGX540 GPU с поддержкой OpenGL ES v2.0, OpenGL v1.1, OpenVG v1.1, EGL v1.3) и в два раза быстрее обрабатывает графику. Для сравнения- этот чипсет также используется в планшетах RIM BlackBerry PlayBook и Toshiba AT200. В Optimus 3D применена Tri-Dual архитектура, включающая 2-х ядерный процессор Cortex-A9 с тактовой частотой 1 ГГц, 2-х канальный режим передачи данных и 2-х канальную архитектуру памяти.
В LG Optimus 3D используется Li-Ion аккумулятор ёмкостью 1500 мАч, что по заявлению производителя обеспечивает до 4 часов работы в режиме разговора (в сетях GSM) и до 100 часов работы в режиме ожидания. В реальных условиях при интенсивном использовании батарея выдерживает 4—6 часов. При просмотре фильмов на максимальной яркости экрана и с включённым Wi-Fi смартфон работает 3,5 часа. При использовании смартфона только в качестве телефона и почтового клиента Optimus 3D может работать день-полтора.

## Варианты названий смартфона
- LG Optimus 3D
- LG Optimus P920
- LG Thrill 4G (США, оператор AT&T)